# NBA G League Most Valuable Player Award
De NBA G League Most Valuable Player Award is een jaarlijkse prijs die wordt uitgedeeld aan de beste basketballer uit de NBA G League. Voorheen ook de NBDL Most Valuable Player Award en NBA D-League Most Valuable Player Award. Ansu Sesay was in 2001 de eerste winnaar en kwam toen uit voor de Greenville Groove.

## Erelijst
| Seizoen | Speler           | Club                     |
| ------- | ---------------- | ------------------------ |
| 2001/02 | Ansu Sesay       | Greenville Groove        |
| 2002/03 | Devin Brown      | Fayetteville Patriots    |
| 2003/04 | Tierre Brown     | Charleston Lowgators     |
| 2004/05 | Matt Carroll     | Roanoke Dazzle           |
| 2005/06 | Marcus Fizer     | Austin Toros             |
| 2006/07 | Randy Livingston | Idaho Stampede           |
| 2007/08 | Kasib Powell     | Sioux Falls Skyforce     |
| 2008/09 | Courtney Sims    | Iowa Energy              |
| 2009/10 | Mike Harris      | Rio Grande Valley Vipers |
| 2010/11 | Curtis Stinson   | Iowa Energy              |
| 2011/12 | Justin Dentmon   | Austin Toros             |
| 2012/13 | Drew Goudelock   | Rio Grande Valley Vipers |
| 2013/14 | Ron Howard       | Fort Wayne Mad Ants      |
| 2013/14 | Othyus Jeffers   | Iowa Energy              |
| 2014/15 | Tim Frazier      | Maine Red Claws          |
| 2015/16 | Jarnell Stokes   | Sioux Falls Skyforce     |
| 2016/17 | Vander Blue      | Los Angeles D-Fenders    |
| 2017/18 | Lorenzo Brown    | Raptors 905              |
| 2018/19 | Chris Boucher    | Raptors 905              |
| 2019/20 | Frank Mason III  | Wisconsin Herd           |
| 2020/21 | Paul Reed        | Delaware Blue Coats      |
| 2021/22 | Trevelin Queen   | Rio Grande Valley Vipers |
| 2022/23 | Carlik Jones     | Windy City Bulls         |
| 2023/24 | Mac McClung      | Osceola Magic            |
| 2024/25 | JD Davison       | Maine Celtics            |

## Winnaars per club
| Aantal | Club                          | Jaren            |
| ------ | ----------------------------- | ---------------- |
| 3      | Iowa Energy                   | 2009, 2011, 2014 |
| 3      | Rio Grande Valley Vipers      | 2010, 2013, 2022 |
| 2      | Austin Toros                  | 2006, 2012       |
| 2      | Sioux Falls Skyforce          | 2008, 2016       |
| 2      | Raptors 905                   | 2018, 2019       |
| 2      | Maine Red Claws/Maine Celtics | 2015, 2025       |
| 1      | Greenville Groove             | 2002             |
| 1      | Fayetteville Patriots         | 2003             |
| 1      | Charleston Lowgators          | 2004             |
| 1      | Roanoke Dazzle                | 2005             |
| 1      | Idaho Stampede                | 2007             |
| 1      | Fort Wayne Mad Ants           | 2014             |
| 1      | Los Angeles D-Fenders         | 2017             |
| 1      | Wisconsin Herd                | 2020             |
| 1      | Delaware Blue Coats           | 2021             |
| 1      | Windy City Bulls              | 2023             |
| 1      | Osceola Magic                 | 2024             |